# Amol jezik
Amol jezik (alatil, aru, eru; ISO 639-3: alx), papuanski jezik porodice torricelli, uže skupine wapei-palei, podskupine palei, kojim govori oko 270 ljudi (2000 popis) u provinciji Sandaun, distrikt Nuku, Papua Nova Gvineja.
Postoje dva dijalekta: arang mol i alang mol. Ne smije se brkat s jezikom aimol [aim].

## Vanjske poveznice
- Ethnologue (14th)
- Ethnologue (15th)